# Rhodussa cantobrica
Rhodussa cantobrica är en fjärilsart som beskrevs av William Chapman Hewitson 1876. Rhodussa cantobrica ingår i släktet Rhodussa och familjen praktfjärilar. Inga underarter finns listade.